# Jasan ve Strahovské zahradě
Jasan ve Strahovské zahradě patří mezi nejmohutnější jasany ztepilé (Fraxinus excelsior) v České republice a také mezi největší stromy v Praze. Roste v severozápadní části Petřínských sadů, ve Velké strahovské zahradě pod vyhlídkovou promenádou nesoucí jméno Raoula Wallenberga.

## Základní údaje
- rok vyhlášení: 2007
- odhadované stáří: asi 210 let (v roce 2017)
- obvod kmene: 510 cm (2007), 513 cm (2013)
- výška: 37 m (2007)

## Stav stromu
Jasan je ve velmi dobrém stavu, udržovaný. Kmen se asi dva metry nad zemí dělí do tří hlavních větví. K zavlažování přispívá blízký výtok dešťové vody z vyhlídkové cesty.

## Další zajímavosti
Velká strahovská zahrada je z komplexu zahrad Strahovského kláštera jediná přístupná veřejnosti; byla původně klášterním ovocným sadem. Strom najdeme pod vyhlídkovou cestou, vedoucí po vrstevnici pod Strahovským klášterem, asi 200 m jižně od ulice Úvoz a 450 m od zastávky MHD Pohořelec. Od jasanu je nádherný výhled na Pražský hrad a na Malou Stranu. Asi 800 m od něj je další památný strom, babyka v Seminářské zahradě.